# Projet Jari
Le projet Jari fut une tentative de créer une exploitation d’arbres tropicaux au Brésil pour produire de la pâte à papier.

## Origines
L'idée du Projet Jari germa dans la tête de l’entrepreneur milliardaire américain Daniel K. Ludwig. Dans les années 1950,  il constata que la demande de papier était en forte augmentation. Ludwig prévoyait  une augmentation du prix du papier due à la croissance des médias populaires. Étant donné que les forêts des zones tempérées étaient déjà largement exploitées, les sources d'approvisionnement de pâte de papier étaient appelées à devenir insuffisantes.  Puisque la plus grande partie naturelle des forêts n’était pas adaptée à la production de papier, Ludwig imagina un vaste espace où la forêt naturelle serait remplacée par des plantations d’arbres.

## Développement
Ludwig sélectionna l’arbre tropical à croissance rapide Gmelina arborea pour son exploitation arboricole. Au début, il essaya de développer son projet arboricole au Costa Rica, mais le gouvernement militaire brésilien l’encouragea à s’installer au bord du fleuve Jari, un affluent du fleuve Amazone. En 1967, Ludwig acheta 1,6 million d’acres (6,475 km2 ) pour 3 millions de dollars.
Ludwig contrôla son entreprise essentiellement depuis les États-Unis. Il fit construire une colonie, Monte Dourado, sur la municipalité d’Almeirim, dans l’État du Pará, avec des maisons, des écoles, des hôpitaux, des crèches, des ponts et des habitations communautaires. Il fit également construire des routes et des voies ferrées. Les travaux détruisirent également presque la totalité de la terre où les arbres étaient supposés être plantés. Le terrain finalement s’avéra être partiellement impropre à la culture du Gmelina. D’autres colonies, les « villes libres » de Beiradão et Beiradinho, furent construites en habitations pour les travailleurs. Aujourd’hui le projet Jari compte 35 000. travailleurs.
Ludwig avait aussi commandé deux bateaux-usines en forme de plateforme, un moulin à pâte et une usine – qui furent construits au Japon et qui devaient naviguer jusqu’au lieu du projet Jari. Le moulin à pâte fut terminé en 1978 et lancé le 1er février. Il voyagea à travers l’océan Indien et passa par le cap de Bonne-Espérance, et arriva dans la ville brésilienne d’Almaieirim, au lieu-dit Munguba, le 28 avril de la même année. L’usine arriva quatre jours plus tard.
Quand les ouvriers commencèrent à couper les arbres, la croissance de Gmelina était beaucoup plus lente que ce qui était prévu, et la quantité de pâte dut être augmentée en utilisant le bois local, qui était considéré inutile auparavant.

## Diversification
L'idée suivante de Ludwig était de développer la culture du riz, qui ne fut pas un succès non plus. La culture du riz demanda l’usage d’une quantité importante de pesticides afin de chasser les insectes et la terre n’avait pas assez de sulfate pour cette production. Ludwig corrigea la situation en rajoutant du sulfate d’ammonium. Il étendit ses exploitations à l’élevage bovin et découvrit également une grande source de kaolin.

## Déclin
Les problèmes commencèrent à s’accroître, dus à ce que l’on nomme le facteur amazonien – les effets combinés du sol, des insectes, de l’humidité et des maladies tropicales. Les travailleurs souffraient de la malaria. Les insectes dévoraient les récoltes et les réserves.
Plus tard, les représentants du gouvernement brésilien commencèrent à critiquer les méthodes de Ludwig ainsi que l’étendue de ses acquisitions territoriales. Ils remirent également en question les exemptions de taxes du projet, sans parler de ses méthodes – il avait licencié vingt-neuf directeurs pendant les trente années du projet et avait préféré décider de tout essentiellement par lui-même.
Ludwig abandonna en mai 1981. L’année d’après le projet Jari fut vendu à un consortium d’hommes d’affaires brésiliens. Ludwig ne récupéra pas d’argent et les plusieurs centaines de millions de dollars de dettes furent transférées aux nouveaux propriétaires.
Les restes du projet sont aux mains de propriétaires brésiliens sous la forme de la compagnie de papier Jarcel, qui est détenue par des banques brésiliennes et des sociétés de placements.
Les usines sont approvisionnées en bois de toutes les points de la région, notamment depuis les plantations forestières sises sur la municipalité de Tartarugalzinho, dans l'État d'Amapá. Ce projet controversé commet de nombreux dégâts écologiques.